# Liste der Wahl- und Stimmkreise in Bayern

Die sieben bayerischen Wahlkreise

Die Liste der Wahl- und Stimmkreise in Bayern listet alle Wahlkreise und Stimmkreise für Wahlen des Bayerischen Landtags auf. Zu den Bezirkstagswahlen werden dieselben Stimmkreise wie bei den Landtagswahlen verwendet. Die Wahlkreise entfallen hier, da sie territorial mit den bayerischen Bezirken zusammenfallen, in denen gewählt wird. Für die Wahlen zum Deutschen Bundestag gelten andere Wahlkreiseinteilungen (siehe Liste der Bundestagswahlkreise).

## Wahlkreise
Dem Bayerischen Landtag gehören mindestens 180 Abgeordnete an. Die Wahl erfolgt getrennt nach 7 Wahlkreisen, die territorial mit den bayerischen Bezirken identisch sind.
| Nr. | Wahlkreis     | Stimmkreise | Landtagssitze | Stimmberechtigte bei der Landtagswahl 2013 | Stimmberechtigte bei der Landtagswahl 2018 |
| --- | ------------- | ----------- | ------------- | ------------------------------------------ | ------------------------------------------ |
| 1   | Oberbayern    | 31          | 61            | 3.168.232                                  | 3.203.709                                  |
| 2   | Niederbayern  | 09          | 18            | 0.929.481                                  | 0.935.525                                  |
| 3   | Oberpfalz     | 08          | 16            | 0.849.201                                  | 0.851.366                                  |
| 4   | Oberfranken   | 08          | 16            | 0.849.814                                  | 0.839.098                                  |
| 5   | Mittelfranken | 12          | 24            | 1.277.599                                  | 1.274.988                                  |
| 6   | Unterfranken  | 10          | 19            | 1.023.250                                  | 1.013.948                                  |
| 7   | Schwaben      | 13          | 26            | 1.344.436                                  | 1.360.794                                  |

## Stimmkreise

Stimmkreise 2018

Stimmkreise 2013

Die Wahlkreise sind ihrerseits in insgesamt 91 Stimmkreise unterteilt. 91 Abgeordnete des Bayerischen Landtags werden direkt über diese Stimmkreise gewählt. Der Stimmkreiskandidat mit relativer Mehrheit der Erststimmen ist jeweils gewählt. Stichwahlen sind daher unnötig.
Die übrigen 89 Abgeordneten werden aus den Wahlkreislisten der einzelnen Wahlkreisvorschläge gewählt. Dabei wird die Zweitstimme nicht für eine Liste abgegeben, sondern für einen Kandidaten der Liste (außer dem des eigenen Stimmkreises). Somit kann durch die Wahl auch die Reihenfolge der Kandidaten auf der Liste verändert werden. Maßgeblich für die einzelnen Kandidaten und für die Listen sind dabei nicht allein die Zweitstimmen, sondern jeweils die Gesamtstimmen (Summe der Erst- und Zweitstimmen).
Siegreiche Stimmkreiskandidaten, deren Partei nicht die Fünf-Prozent-Sperrklausel überwunden hat, verlieren ihr Mandat. Ebenso reicht es für eine Liste nicht, in einem Wahlkreis die Sperrklausel zu überschreiten. Die Sperrklausel wird auf Landesbasis berechnet.
Das Landeswahlgesetz sieht Ausgleichsmandate vor, wenn eine Partei mehr Stimmkreisabgeordnete stellt, als ihr nach der Gesamtstimmenzahl zustehen würden (Überhangmandate). Die Ausgleichsmandate werden auf Basis der Wahlkreise ermittelt. Ein landesweiter Verhältnisausgleich findet nicht statt.
Die Stimmkreise selbst sind in der Anlage zu Artikel 5 Abs. 4 des bayerischen Landeswahlgesetzes geregelt.

### Stimmkreise imWahlkreis Oberbayern
| Nr.                 | Stimmkreis                                      | Gebiet                                                                            |
| ------------------- | ----------------------------------------------- | --------------------------------------------------------------------------------- |
| 101                 | München-Hadern                                  | Teile von München                                                                 |
| 102                 | München-Bogenhausen                             | Teile von München                                                                 |
| 103                 | München-Giesing                                 | Teile von München                                                                 |
| 104                 | München-Milbertshofen                           | Teile von München                                                                 |
| 105                 | München-Moosach                                 | Teile von München                                                                 |
| 106                 | München-Pasing                                  | Teile von München                                                                 |
| 107                 | München-Ramersdorf                              | Teile von München                                                                 |
| 108                 | München-Schwabing                               | Teile von München                                                                 |
| 109 (neu seit 2017) | München-Mitte                                   | Teile von München                                                                 |
| 110                 | Altötting                                       | Landkreis Altötting                                                               |
| 111                 | Bad Tölz-Wolfratshausen, Garmisch-Partenkirchen | Landkreis Bad Tölz-Wolfratshausen, Teile vom Landkreis Garmisch-Partenkirchen     |
| 112                 | Berchtesgadener Land                            | Landkreis Berchtesgadener Land, Teile vom Landkreis Traunstein                    |
| 113                 | Dachau                                          | Landkreis Dachau                                                                  |
| 114                 | Ebersberg                                       | Landkreis Ebersberg                                                               |
| 115                 | Eichstätt                                       | Landkreis Eichstätt                                                               |
| 116                 | Erding                                          | Landkreis Erding                                                                  |
| 117                 | Freising                                        | Landkreis Freising                                                                |
| 118                 | Fürstenfeldbruck-Ost                            | Teile vom Landkreis Fürstenfeldbruck                                              |
| 119                 | Ingolstadt                                      | Ingolstadt                                                                        |
| 120                 | Landsberg am Lech, Fürstenfeldbruck-West        | Landkreis Landsberg am Lech, Teile vom Landkreis Fürstenfeldbruck                 |
| 121                 | Miesbach                                        | Landkreis Miesbach, Teile vom Landkreis Rosenheim                                 |
| 122                 | Mühldorf a.Inn                                  | Landkreis Mühldorf am Inn                                                         |
| 123                 | München-Land-Nord                               | Teile des Landkreises München                                                     |
| 124                 | München-Land-Süd                                | Teile des Landkreises München                                                     |
| 125                 | Neuburg-Schrobenhausen                          | Landkreis Neuburg-Schrobenhausen, Teile vom Landkreis Pfaffenhofen an der Ilm     |
| 126                 | Pfaffenhofen a.d.Ilm                            | Teile vom Landkreis Pfaffenhofen an der Ilm                                       |
| 127                 | Rosenheim-Ost                                   | Rosenheim, Teile vom Landkreis Rosenheim                                          |
| 128                 | Rosenheim-West                                  | Teile vom Landkreis Rosenheim                                                     |
| 129                 | Starnberg                                       | Landkreis Starnberg, Teile vom Landkreis Weilheim-Schongau                        |
| 130                 | Traunstein                                      | Teile vom Landkreis Traunstein                                                    |
| 131                 | Weilheim-Schongau                               | Teile vom Landkreis Weilheim-Schongau, Teile vom Landkreis Garmisch-Partenkirchen |

### Stimmkreise imWahlkreis Niederbayern
| Nr. | Stimmkreis              | Gebiet                                                                   |
| --- | ----------------------- | ------------------------------------------------------------------------ |
| 201 | Deggendorf              | Landkreis Deggendorf                                                     |
| 202 | Dingolfing              | Landkreis Dingolfing-Landau, Teile vom Landkreis Landshut                |
| 203 | Kelheim                 | Landkreis Kelheim                                                        |
| 204 | Landshut                | Landshut, Teile vom Landkreis Landshut                                   |
| 205 | Passau-Ost              | Passau, Teile vom Landkreis Passau, Teile vom Landkreis Freyung-Grafenau |
| 206 | Passau-West             | Teile vom Landkreis Passau                                               |
| 207 | Regen, Freyung-Grafenau | Landkreis Regen, Teile vom Landkreis Freyung-Grafenau                    |
| 208 | Rottal-Inn              | Landkreis Rottal-Inn                                                     |
| 209 | Straubing               | Straubing, Landkreis Straubing-Bogen                                     |

### Stimmkreise imWahlkreis Oberpfalz
| Nr. | Stimmkreis        | Gebiet                                                             |
| --- | ----------------- | ------------------------------------------------------------------ |
| 301 | Amberg-Sulzbach   | Amberg, Landkreis Amberg-Sulzbach                                  |
| 302 | Cham              | Landkreis Cham                                                     |
| 303 | Neumarkt i.d.OPf. | Landkreis Neumarkt i.d.OPf.                                        |
| 304 | Regensburg-Land   | Teile vom Landkreis Regensburg                                     |
| 305 | Regensburg-Stadt  | Regensburg, Teile vom Landkreis Regensburg                         |
| 306 | Schwandorf        | Landkreis Schwandorf                                               |
| 307 | Tirschenreuth     | Landkreis Tirschenreuth, Teile vom Landkreis Neustadt a.d.Waldnaab |
| 308 | Weiden i.d.OPf.   | Weiden in der Oberpfalz, Teile vom Landkreis Neustadt a.d.Waldnaab |

### Stimmkreise imWahlkreis Oberfranken
| Nr. | Stimmkreis           | Gebiet                                                                |
| --- | -------------------- | --------------------------------------------------------------------- |
| 401 | Bamberg-Land         | Teile vom Landkreis Bamberg                                           |
| 402 | Bamberg-Stadt        | Bamberg, Teile vom Landkreis Bamberg                                  |
| 403 | Bayreuth             | Bayreuth, Teile vom Landkreis Bayreuth                                |
| 404 | Coburg               | Coburg, Landkreis Coburg                                              |
| 405 | Forchheim            | Landkreis Forchheim                                                   |
| 406 | Hof                  | Hof, Landkreis Hof                                                    |
| 407 | Kronach, Lichtenfels | Landkreis Kronach, Landkreis Lichtenfels                              |
| 408 | Wunsiedel, Kulmbach  | Landkreis Kulmbach, Landkreis Wunsiedel, Teile vom Landkreis Bayreuth |

### Stimmkreise imWahlkreis Mittelfranken
| Nr. | Stimmkreis                                   | Gebiet                                                                   |
| --- | -------------------------------------------- | ------------------------------------------------------------------------ |
| 501 | Nürnberg-Nord                                | Teile von Nürnberg                                                       |
| 502 | Nürnberg-Ost                                 | Teile von Nürnberg, Teile vom Landkreis Nürnberger Land                  |
| 503 | Nürnberg-Süd                                 | Teile von Nürnberg, Schwabach                                            |
| 504 | Nürnberg-West                                | Teile von Nürnberg                                                       |
| 505 | Ansbach-Nord                                 | Ansbach, Teile vom Landkreis Ansbach                                     |
| 506 | Ansbach-Süd, Weißenburg-Gunzenhausen         | Landkreis Weißenburg-Gunzenhausen, Teile vom Landkreis Ansbach           |
| 507 | Erlangen-Höchstadt                           | Teile vom Landkreis Erlangen-Höchstadt,                                  |
| 508 | Erlangen-Stadt                               | Erlangen, Teile vom Landkreis Erlangen-Höchstadt                         |
| 509 | Fürth                                        | Fürth, Teile vom Landkreis Fürth                                         |
| 510 | Neustadt a.d.Aisch-Bad Windsheim, Fürth-Land | Landkreis Neustadt an der Aisch-Bad Windsheim, Teile vom Landkreis Fürth |
| 511 | Nürnberger Land                              | Teile vom Landkreis Nürnberger Land                                      |
| 512 | Roth                                         | Landkreis Roth                                                           |

### Stimmkreise imWahlkreis Unterfranken
| Nr. | Stimmkreis              | Gebiet                                                     |
| --- | ----------------------- | ---------------------------------------------------------- |
| 601 | Aschaffenburg-Ost       | Teile vom Landkreis Aschaffenburg                          |
| 602 | Aschaffenburg-West      | Aschaffenburg, Teile vom Landkreis Aschaffenburg           |
| 603 | Bad Kissingen           | Landkreis Bad Kissingen, Teile vom Landkreis Rhön-Grabfeld |
| 604 | Haßberge, Rhön-Grabfeld | Landkreis Haßberge, Teile vom Landkreis Rhön-Grabfeld      |
| 605 | Kitzingen               | Landkreis Kitzingen, Teile vom Landkreis Schweinfurt       |
| 606 | Main-Spessart           | Landkreis Main-Spessart                                    |
| 607 | Miltenberg              | Landkreis Miltenberg                                       |
| 608 | Schweinfurt             | Schweinfurt, Teile vom Landkreis Schweinfurt               |
| 609 | Würzburg-Land           | Teile vom Landkreis Würzburg                               |
| 610 | Würzburg-Stadt          | Würzburg, Teile vom Landkreis Würzburg                     |

### Stimmkreise imWahlkreis Schwaben
| Nr. | Stimmkreis               | Gebiet                                                                     |
| --- | ------------------------ | -------------------------------------------------------------------------- |
| 701 | Augsburg-Stadt-Ost       | Teile von Augsburg                                                         |
| 702 | Augsburg-Stadt-West      | Teile von Augsburg, Teile vom Landkreis Augsburg                           |
| 703 | Aichach-Friedberg        | Landkreis Aichach-Friedberg                                                |
| 704 | Augsburg-Land, Dillingen | Landkreis Dillingen a.d.Donau, Teile vom Landkreis Augsburg                |
| 705 | Augsburg-Land-Süd        | Teile vom Landkreis Augsburg                                               |
| 706 | Donau-Ries               | Landkreis Donau-Ries                                                       |
| 707 | Günzburg                 | Landkreis Günzburg                                                         |
| 708 | Kaufbeuren               | Kaufbeuren, Teile vom Landkreis Ostallgäu, Teile vom Landkreis Unterallgäu |
| 709 | Kempten, Oberallgäu      | Kempten, Teile vom Landkreis Oberallgäu                                    |
| 710 | Lindau, Sonthofen        | Landkreis Lindau, Teile vom Landkreis Oberallgäu                           |
| 711 | Marktoberdorf            | Teile vom Landkreis Ostallgäu                                              |
| 712 | Memmingen                | Memmingen, Teile vom Landkreis Neu-Ulm, Teile vom Landkreis Unterallgäu    |
| 713 | Neu-Ulm                  | Teile vom Landkreis Neu-Ulm                                                |

## Geschichte
Vor 2003 wurden 104 Mandate in Stimmkreisen vergeben.
Zur Landtagswahl 2003 wurde die Zahl der Stimmkreise erstmals auf 92 reduziert. Einige Stimmkreise wurden dabei aufgelöst und auf die umliegenden Stimmkreise aufgeteilt. Auch der Zuschnitt der bestehenden Stimmkreise wurde verändert, sofern ihre Größe um mehr als 25 Prozent vom Durchschnitt abwich.
Bei der Landtagswahl 2008 wurde ein weiterer Stimmkreis gestrichen. Von Änderungen in der Einteilung war ausschließlich Mittelfranken betroffen. Der Stimmkreis Fürth-Land wurde aufgelöst und aufgeteilt. Drei Städte traten dem Stimmkreis Fürth (ehemals Stimmkreis Fürth-Stadt) bei, die übrigen wurden in den Stimmkreis Neustadt an der Aisch-Bad Windsheim eingegliedert, der wiederum in Stimmkreis Neustadt an der Aisch-Bad Windsheim, Fürth-Land umbenannt wurde. Gleichzeitig wurde die Grenze zweier weiterer Stimmkreise verändert, sodass der Landkreis Weißenburg-Gunzenhausen nun vollständig zum Stimmkreis Ansbach-Süd, Weißenburg-Gunzenhausen gehörte und der Stimmkreis Roth nur noch das Gebiet des Landkreises Roth umfasste.
2011 wurde eine weitere Änderung der Einteilung der Stimmkreise beschlossen, welche deren Zahl auf 90 reduzierte. Die Änderungen belaufen sich wie folgt:
- Oberbayern: Der Stimmkreis Neuburg-Schrobenhausen, der zur Landtagswahl 2003 aufgelöst wurde, wurde aus Teilen der Stimmkreise Ingolstadt, Neuburg an der Donau (nunmehr Ingolstadt) und Pfaffenhofen an der Ilm, Schrobenhausen (nunmehr Pfaffenhofen an der Ilm) wieder hergestellt. Von Veränderungen waren auch drei Stimmkreise in München betroffen. Der Stimmkreis München-Altstadt-Hadern hieß danach Stimmkreis München-Hadern, da das Gebiet der Altstadt dem Stimmkreis München-Schwabing zugeordnet wurde. Dieser gab wiederum einige Gebiete an den Stimmkreis München-Milbertshofen ab.
- Oberpfalz: Der Stimmkreis Regensburg-Land, Schwandorf wurde aufgelöst. Der Stimmkreis Schwandorf war mit dem Landkreis Schwandorf künftig deckungsgleich, der Landkreis Amberg-Sulzbach gehörte danach vollständig zum Stimmkreis Amberg-Sulzbach. Drei Gemeinden des Landkreises Regensburg wurden dem Stimmkreis Regensburg-Stadt zugeordnet, die übrigen bildeten den neuen Stimmkreis Regensburg-Land. Schließlich wechselte die Stadt Windischeschenbach vom Stimmkreis Weiden in der Oberpfalz in den Stimmkreis Tirschenreuth.
- Oberfranken: Der Stimmkreis Wunsiedel, Kulmbach wurde aus den größten Teilen der Stimmkreise Kulmbach und Wunsiedel im Fichtelgebirge neu gebildet. Einige Gemeinden traten den Stimmkreisen Bayreuth und Hof (umfasste neu den gesamten Landkreis Hof) bei. Diese Neueinteilung war höchst umstritten, sodass unter anderem die bayerischen Grünen sowie die Landkreise Kulmbach und Wunsiedel im Fichtelgebirge vor dem Bayerischen Verfassungsgerichtshof dagegen klagten. Dieser lehnte die Klage jedoch ab.[8]
- Unterfranken: Der Stimmkreis Würzburg-Stadt umfasste nicht mehr ausschließlich die kreisfreie Stadt Würzburg, er erhielt zwei Gemeinden des Landkreises Würzburg beziehungsweise des Stimmkreises Würzburg-Land.

Zur Landtagswahl 2018 wurde die Zahl der Stimmkreise wieder auf 91 erhöht. Dazu wurde ein neuer Stimmkreis München-Mitte aus Teilen der Stimmkreise München-Hadern, München-Schwabing, München-Bogenhausen und München-Giesing gebildet. Der Stimmkreis München-Moosach gab Teile an den Stimmkreis München-Hadern ab und erhielt Teile des Stimmkreis München-Milbertshofen.